# Вафка
Вафка (пол. Wawrzka) — село в Польщі, у гміні Грибів Новосондецького повіту Малопольського воєводства.
Населення — 473 особи (2011).

## Розташування
Знаходиться в Низьких Бескидах.

## Історія
Вперше село згадується в податковому реєстрі 1674 року, було власністю краківського єпископства.
На 1890 р. було 54 будинки і 329 мешканців (308 греко-католиків, 16 римокатоликів і 5 юдеїв).
В 1918–1920 роках входило до Руської народної республіки лемків. В селі була москвофільська читальня імені Качковського. Більшість селян (крім 58) на 1936 рік перейшли до Польської православної церкви.
До середини XX ст. в регіоні переважало лемківське населення. У 1939 році з 760 жителів села — 740 українців, 15 поляків і 5 євреїв. До 1945 р. в селі була греко-католицька церква парафії Флоринка Грибівського деканату, метричні книги велися з 1776 року.
Після Другої світової війни Лемківщина, попри сподівання лемків на входження в УРСР, була віддана Польщі, а корінне українське населення примусово-добровільно вивозилося в СРСР. Згодом, у період між 1945 і 1947 роками, у цьому районі тривала боротьба між підрозділами УПА та радянським військами. Ті, хто вижив, 1947 року під час операції Вісла були ув'язнені в концтаборі Явожно або депортовані на понімецькі землі Польщі, натомість заселено поляків.
У 1975-1998 роках село належало до Новосондецького воєводства.

## Демографія
Демографічна структура станом на 31 березня 2011 року:
|          | Загалом | Допрацездатний вік | Працездатний вік | Постпрацездатний вік |
| -------- | ------- | ------------------ | ---------------- | -------------------- |
| Чоловіки | 247     | 101                | 132              | 14                   |
| Жінки    | 226     | 82                 | 119              | 25                   |
| Разом    | 473     | 183                | 251              | 39                   |